# Cosmochthonius imperfectus
Cosmochthonius imperfectus är en kvalsterart som beskrevs av Aoki 2000. Cosmochthonius imperfectus ingår i släktet Cosmochthonius och familjen Cosmochthoniidae. Inga underarter finns listade i Catalogue of Life.